# Mesoleptus fractus
Mesoleptus fractus là một loài tò vò trong họ Ichneumonidae.